# リングネーム
リングネーム (ring name) は、格闘家（プロボクサー、プロレスラー、キックボクサー、K-1ファイター、総合格闘技選手）がリングに上がる際を中心に、選手活動・リング外での活動を通じて用いる登録名である。

## プロボクサー
日本ボクシングコミッション（JBC）では、プロテスト合格直後に初のボクサーライセンス申請書提出の際にリングネーム記入欄に記載、それ以外の場合もJBCにリングネーム変更届として提出し、認められれば使用できる。
JBCコミッションルールにおいてリングネームは10文字以内（使用できる文字は、漢字・片仮名・ひらがなのみで、アルファベット・アラビア数字・記号などは不可）、名字と名前を組み合わせたもののみリングネームとして認められているため、元K-1王者の藤本京太郎はボクシング転向後にリングネームを「京太郎」から本名に変更したり、WBC世界ライトフライ級王者の寺地拳四朗はプロデビューから2019年まで「拳」を名字、「四朗」を名前として登録したように、現在は名前だけのリングネームは認められていない。また、JBCが2008年の女子ボクシング解禁の際、日本女子ボクシング協会において1単語のリングネームを使用していた選手が存在していた。そのため上記の規定に伴いリングネーム変更を余儀なくされ、ライカ→風神ライカのように別の単語、あるいはSAKURA→大内さくらのように本名の苗字を冠するなどの対処が行われた。
2017年までは文字数の制限はなかったが、当時国内最長リングネームだった「ジャンボおだ信長書店ペタジーニ」が15文字で「長すぎる」と批判されたため以降上限が設けられた。
日本では外来語などのカタカナ語と本名の姓を組み合わせたリングネームが非常に多く、「ファイティング原田」などが有名である。なお、「ファイティング」は原田の偉大な功績を称えJBCで欠名扱いで、現役選手が名乗る事は不可能になっている。過去に存在した国際ボクシングスポーツジムでは慣例として日本ランカー以上に対して、ロイヤル小林、レパード玉熊、セレス小林などこの形式でリングネームを命名した。加えて、阪東ヒーローなど姓→カタカナ語の順にしたものやスピーデー章、ジロリアン陸などカタカナ語に名（ファーストネーム）を組み合わせたもの、ストロング小林佑樹、ユーリ阿久井政悟などフルネームと組み合わせたもの、池原シーサー久美子などミドルネームにしたものも存在する。
同じ読み方で表記を変更する例も多い。新日本木村ジムでは読み方同じで小熊正二→大熊正二、赤木武幸→赤城武幸、日高和彦→飛天かずひこと表記を変更している。また、ヨネクラジムでは松本弘司→松本好二や西澤良徳→西澤ヨシノリ、その米倉健司会長は本名は米倉健治で現役時代は米倉健志とした。他のジムでは同様の例に角田紀子→つのだのりこ、三迫正廣→三迫将弘、新田渉世→新田勝世、長嶋健吾→長嶋建吾、高橋直人→高橋ナオト、河合丈也→河合丈矢、吉田健司→吉田拳畤、小林孝康→小林タカヤス、好川奈々→好川菜々、平仲信明が一時期名乗った平仲伸章、福島学が一時期名乗った福島仕など。一方、本名の表記を読みやすい漢字に変えたリングネームも存在する（多田悦子など）。変わった事例として輪島公一は試合の時にリングアナウンサーに「わじま・はむいち」と誤読されたことがキッカケで輪島功一に変更している。
これ以外に、姓はそのままで名前だけ変えたもの（ガッツ石松もデビュー当初は本名の鈴木有二で後に鈴木石松に変更、前出の平仲信明が世界タイトル獲得時には平仲明信、露崎元弥→露崎弥太郎、片岡昭雄→片岡昇、鬼塚隆→鬼塚勝也、松村謙二→松村謙一、門田新一→門田恭明など）、姓名順を逆にして名前の読み方や表記を変えたもの（シゲ福山、真教杉田、キンジ天野、コウジ有沢・カズ有沢、大之伸くまなど）、姓を変え名は字も読みも戸籍と一致させたもの（瀬川設男→川益設男、坂本幹男→安田幹男。瀬川は初の日本タイトル獲得や長期ブランク明け以降は本名）。
大相撲の四股名と違い、リングネームの襲名は基本的にしない。数少ない例としてウィリアム・ハリソン・デンプシーがジャック・デンプシーにあやかって同じリングネームにしている。一方で、引退したり改名により使用されなくなったリングネームの一部を拝借する形で名乗る例は存在する。内藤純一がモハメド・アリの改宗以前の旧名であるカシアス・クレイにあやかったカシアス内藤、小野寺正明がオサムジムの先輩西島洋介の旧リングネームである西島洋介山にあやかった小野寺洋介山、米国でもシュガー・レイ・ロビンソンから取ったシュガー・レイ・レナードなどの例が存在する。
日本のジムの所属する外国人選手は、日本人風のリングネームがつけられることが多い。八王子中屋ジムが米国出身者に与えたユージニオ・ゴメス→雄二・ゴメスやチャールズ・ベラミー→チャーリー太田、ハワイ出身日系人のポール・タケシ・フジイ→藤猛、八戸帝拳ジムが米軍三沢基地に勤務する選手に対して与えたフレデリック・ロバーツ→リック吉村や、在日コリアンでは通名でない金啓徳→千里馬啓徳やその愛弟子朴泰一→帝里木下、ケニア出身のフィリップ・ワルインゲ→ワルインゲ中山やモデスト・ナプニ→友伸ナプニ、メキシコ出身のヘルマン・トーレス→協栄トーレス・大関トーレスやミゲル・アンヘル・ゴンザレス→東京三太やロベルト・アルレドンド→チバ・アルレドンド、ジョー小泉（小山義弘）とのマネジメント契約締結により改名したフィリピン出身のルイシト・エスピノサ→ルイシト小泉やジョマ・ガンボア→ガンボア小泉、フィリピンからの輸入選手では他にロリー・ルナス→ロリー松下やノリト・カバト→スズキ・カバト、旧ソビエト連邦のトップアマからプロ入り果たしたユーリ・アルバチャコフやオルズベック・ナザロフが、一時期ユーリ海老原（海老原博幸にあやかる）やグッシー・ナザロフ（具志堅用高より）を名乗っていたのは、その一例である。だがユーリの場合、海老原がロシア語で卑猥な意味の単語「エビ」を連想させる為本人の希望で本名に戻し、さらにマネージャーマック金平が公募し新リングネーム「勇利アルバチャコフ」に変更された。また、オケロ・ピーターのように日本人同様姓名順にした例もある。タイ国出身のイーグル・デーン・ジュンラパンはスポンサー京和建物からイーグル京和。台湾（中華民国）出身の林明佳やパキスタン出身のフセイン・シャーの場合は所属先（ロッキー、角海老宝石）の名称に合わせロッキー・リンやフセイン角海老とし、モンゴル出身のラクバ・シンは横浜さくらボクシングジム所属選手としてラクバ拳士と名乗った。
逆に外国を拠点に活動する日本人選手が日本で試合をする際に外国人風のリングネームを名乗る場合もある。メキシコを拠点とした亀田和毅がかつて名乗った「トモキ・エルメヒカニート・カメダ」、韓国を拠点とした木村隼人が名乗った「柳準人（ユ・ジュニン、Joon in You）」など。
JBCルールでは他のプロスポーツや別の格闘技との兼業を禁じているため、他の格闘技から転向した者は上述の規程より前職時代とは別の名をリングネームにする場合が多いが、前職時代と同じリングネーム用いる者もいる（前者には大相撲力士だった郷の山→赤坂義昭、プロレスラーだったゼウス→ゼウス金谷。後者には総合格闘家だった赤林檎）。
タイではリングネームは選手の所属するジムの名前がつけられたり、スポンサーについた会社や商品名がつけられたりすることがある（サマン・ソーチャトロン、ウィラポン・ナコンルアンプロモーション、前出のイーグル京和もこれに該当）。また、デンカオセーン・カオウィチットのように試合のプロモーターが変わる度にリングネームが変わる選手もいる。2018年4月から、戦績詐称及び混乱防止を理由にJBC認定試合ではタイ人ボクサーのリングネーム使用が禁止された。
アマチュアボクシングでは本名で選手登録し旧本名や表記変更以外のリングネームは認められない（お笑い芸人として「しずちゃん」の芸名を用いることがある山崎静代も一貫して本名を用いていた。なお、前出の好川菜々はアマチュア時代からこのリングネーム表記だった）。ただし、日本ボクシング連盟認可前の女子アマチュアボクシングでは真保輝子が一時名乗った「ハリケーン・輝」など一部リングネームも存在した。また、前出のシュガー・レイ・ロビンソンはアマチュア出場資格に年齢制限があることがわかり年上の友人から名義を借りて「レイ・ロビンソン」名義で出場し、その際「シュガー」と呼ばれたことでリングネームになった。

## プロレスラー
命名については、格闘家の持つイメージやその団体の売り出し方によって所属団体が付けることが多い。時にはジャンボ鶴田や長州力のように公募によって決める場合もある。ギミックを用いる場合は、そのギミックを連想させるような名前が用いられることが多く、ギミック変更のたびにリングネームを変えるレスラーや、武藤敬司のようにギミックによってリングネームを使い分けて試合をするレスラーもいる。また、佐々木健介や高梨将弘のように特定の団体においては別のリングネームを用いるレスラーも存在する。女子プロレスでは「強そうなイメージ」ではなく「可愛らしそうなイメージ」を強調するリングネームも存在する（ミミ萩原・キューティー鈴木など）。
日本では、草創期のプロレスでは力道山やジャイアント馬場・アントニオ猪木・大木金太郎・マッハ文朱など、本名とは異なる独自のリングネームを用いるのがごく普通であり、特にカタカナ＋姓（または名）の2単語組み合わせが多かったため、坂口征二→ビッグ坂口・藤波辰巳→ドラゴン藤波、などの案も出たことがあるが本人の希望で本名のままとなっている。現在では本名をリングネームとするプロレスラーの比率が増加している。一方で名字は変えずに名前のみ変える場合があり、古くは山本勝→山本小鉄など、現在では佐野直喜→佐野巧真・飯塚孝之→飯塚高史・倉垣靖子→倉垣翼などの例がある（高田伸彦→高田延彦、尾崎まゆみ→尾崎魔弓、鈴木実→鈴木みのるのように本名と読み方同じで表記を変更したリングネームも。ただし、平田淳二→平田淳嗣は本名そのものを改名している）。さらに近年では、姓または名のどちらかをローマ字表記とする選手も増えている（田尻義博→TAJIRI、小林健太→KENTA、秋野美佳→AKINOなど）。
大相撲出身のプロレスラーは、以前は相撲時代の四股名をそのままリングネームとすることが多かった。前出の力道山や豊登、天龍源一郎が代表例だが、1980年代以降は相撲出身でも本名を名乗る例が多くなっている（田上明・安田忠夫・北尾光司など）。ただ依然として四股名由来の人物もおり、輪島大士と曙（帰化後）は四股名と本名が同じで、力皇猛は四股名の同音異字（四股名は力櫻猛）となっている。北尾も大関までは本名で取っていた。一方で若翔洋（WAKASHOYO）→馬場口洋一のように当初四股名を名乗っていたのを本名に改めた例も存在する。特殊な例として大鷲透の場合、自身の四股名は朝鷲であり、リングネームは同じく元力士だった父の四股名である大鷲平に由来している。
アメリカでは本名のファーストネームの一部・ミドルネームを省略したり略称に変えたりしてリングネームとする例が多く、ニック・ボックウィンクル、スタン・ハンセン、ディック・マードック、ボブ・サップなどが有名である。変わった例として、ストーン・コールド・スティーブ・オースチンは本名が著名なプロレスラーと同姓同名（スティーブ・ウィリアムス）であるため新たにリングネームを採用し、のちに本名の方をリングネームと同じ名前（スティーブ・オースチン）に改名している。
また、アメリカ、とりわけWWEでは団体がリングネームを登録商標とすることが多く、団体を離れたレスラーは同じリングネームを名乗れないことが多い。日本でもビッグバン・ベイダー（商標権は新日本プロレス）はUWFインターナショナルへ転出した時にスーパー・ベイダー、のち全日本プロレスに参戦した時にはベイダーに改名している。
なお、プロレスのリングネームにおいても四股名などと違って基本的に襲名はしない。現在4代目のタイガーマスク、高木功が名乗る2代目・嵐、K-1ファイター草津賢治が父のリングネームを襲名した2代目・グレート草津、大分のプロレス団体に所属するVINNIが名乗る2代目・上田馬之助、シャドウWXが名乗る3代目ミスター・ポーゴ、ジョセフ・カビボが名乗る2代目ザ・シークが数少ない例である。赤城マリ子は2代目とされているが、初代は「赤木まり子」と表記が異なっている。1960年代後半から1970年代に大木金太郎や百田光雄に「力道山襲名」という話が（大木は朝鮮半島出身で力道山と同郷、百田は力道山の次男という縁から）持ち上がったが、両方とも実現しなかった。これ以外にも長州力の一時引退後に佐々木健介が2代目を襲名するという話があったがこの話も流れた。メキシコのルチャリブレでは2世レスラーが多いが、例えばエル・サントの息子はエル・イホ・デル・サント（スペイン語で「エル・サントの息子」の意、またはジュニア）と名乗っていて、リングネームをそのまま襲名するわけではない。アメリカでは、ザ・デストロイヤーの息子のカート・ベイヤーのように、あえて父親のリングネームではなく本名を名乗る2世レスラーもいる。
日本での学生プロレスでは下ネタ絡みの名前や既存の著名人、著名なレスラーの名前をもじったリングネームをパロディの一環として用いることが多い。男色ディーノは学生プロレスのリングネームを職業人としてのプロレスでも使用している珍しい例である（「男色ディーノ」自体も漫画「魁!!男塾」の登場キャラクター「男爵ディーノ」が由来）。インディーズにおいても泉州力などオマージュとしてリングネームをつける例が存在する。また、JWP時代の渡辺えりかも橋本真也をもじって「橋本真弥」としていた時期があった。
団体幹部の個人的な趣味で改名させられる例もある。豊登は改名魔として有名で、前出のアントニオ猪木や山本勝→山本小鉄のほか、佐野浅太郎、大熊熊五郎、高崎山猿吉といった「被害者」がいる。またWWEのビンス・マクマホンは、かつて「ビンス・マクマホン・ジュニア」という名前だったのをジュニアを外した関係で、WWE入りした「ジュニア」が付くレスラーは全員ジュニアの付かない名前に改名させており、ドリー・ファンク・ジュニアすら例外ではなく「ホス・ファンク」に改名した。女子でもJWPでは1999年2月に当時のジュニア選手全員のリングネームの改名を決行し、上記の倉垣翼や橋本真弥の他、日向あずみ、輝優優、美咲華菜、カルロス天野といったリングネームにされている。
プロレスでは演出上試合に負けた選手が強制的にリングネームを改名させられることも多い。望月享→横須賀享→ジミー・ススム、梶ヤマト→梶トマトのように定着する場合もあるが、豊田魔波（豊田真奈美）など条件となった試合に勝利して元のリングネームに戻す方が多い。また、小波はリングネームを一文字ずつ賭けた試合に連敗したことでリングネームが一時的に消失した経験がある。
プロレスを引退して芸能界に転向する場合、リングネームをそのまま芸名とする場合がほとんどであるが、ストロング小林の場合、芸名を「ストロング金剛」として俳優・タレント活動を展開していた。
プロレスにおいてはレスラーのみならず、レフェリーもリングネームを名乗ることがある。ジョー樋口などレスラーから転向した際にリングネームをそのまま使い続けることが多いが、テッド・タナベのようなレスラー経験のない者もリングネームを使用したり、柳下まさみ→Tommyのようにレスラー時代と異なるリングネームを名乗る場合もある。

## キックボクサー・総合格闘家
キックボクシング発案者・創始者野口修は1964年タイ内のルンピニー・スタジアムで空手代表としてムエタイの強豪を倒した中村忠にあやかり第一号選手ともいうべき白羽秀樹を沢村忠と命名。
他に代表的な例が小林雅人→魔裟斗、小比類巻貴之→小比類巻太信、小林悟→土屋ジョー、田島佳代子→田嶋はる、梶原隆治→梶原龍児など。
ムエタイではリングネームは選手の所属するジムの名前がつけられたり、スポンサーについた会社や商品名がつけられたりすることがある。ブアカーオ・ポー.プラムックがその代表例。
海外では、ミルコ"クロコップ"フィリポヴィッチ、クイントン"ランペイジ"ジャクソン、デイヴィッド"タンク"アボットなどニックネームをミドルネームにしている選手が大半（海外のみ使用で日本ではミドルネーム抜きや略称の者の方が多い）だが、近年では日本でも山本"KID"徳郁、桜井"マッハ"速人、西浦"ウィッキー"聡生など増えてきている。
総合格闘技でもスポンサーの商品名から韓国人選手が「辛拉麺」というリングネームを使用している。

## アームレスリング
アームレスリングでも団体や大会によりリングネームがみられることがある。

## eスポーツ
対戦格闘ゲームにおいても、大会などで本名以外の呼称をリングネームとして名乗る者も多い。ファーストパーソン・シューティングゲーム界では選手を『Naonobu "uNleashed^" Tahara』というようにミドルネームの様に、ゲーム内で使うネーム（ハンドルであり、一種のリングネーム）を入れて書くことが多い。この場合本名が『Naonobu Tahara』で、ハンドルが『uNleashed^』である。